# Taler auf die Verleihung des Hosenbandordens und auf das St. Georgenfest

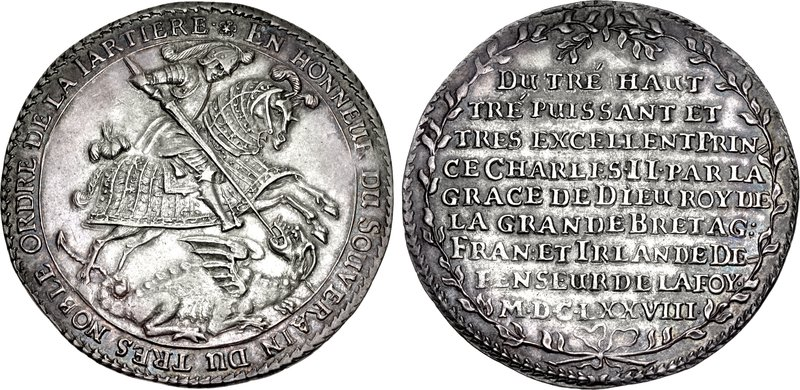
Taler auf die Verleihung des Hosenbandordens und auf das St. Georgenfest, aus der Dresdner Münze. (Kuranttaler von 1678, Durchmesser 49 mm, 23,36 g)

Der Taler auf die Verleihung des Hosenbandordens und auf das St. Georgenfest, auch als Taler auf die Verleihung des Hosenbandordens und als Hosenbandtaler bezeichnet, ist eine Gedenkmünze des sächsischen Kurfürsten Johann Georgs II. (1656–1680) mit den Jahreszahlen 1671 und 1678. Die Vorderseite zeigt St. Georg, den Drachen tötend, die Rückseite eine französische Inschrift. Der Taler von 1671 ist als Speciesreichstaler und der von 1678 als Kuranttaler geprägt worden. Die Vorder- und Rückseitenbilder sind trotz verschiedener Münzfüße identisch. Der Kuranttaler ist durch das deutlich geringere Gewicht erkennbar, wird aber dennoch teilweise ohne Unterschied genannt.

## Münzgeschichtliche Zusammenhänge

### Die Ordensverleihung

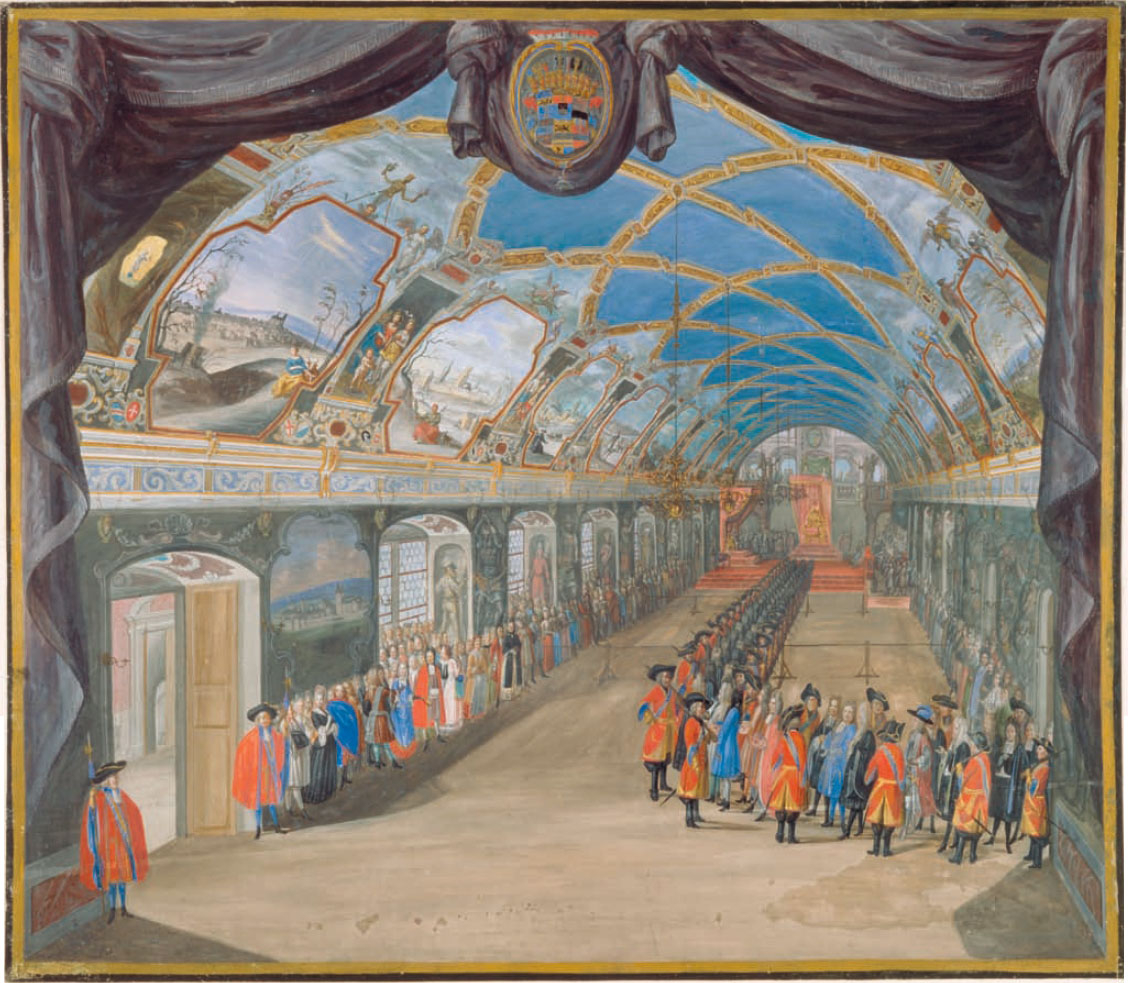
Der Riesensaal im Residenzschloss Dresden; Zeremonie der Verleihung des Hosenbandordens, hier an Johann Georg IV. im Jahr 1693 (Johann Georg IV. ist der Enkel Johann Georgs II.)

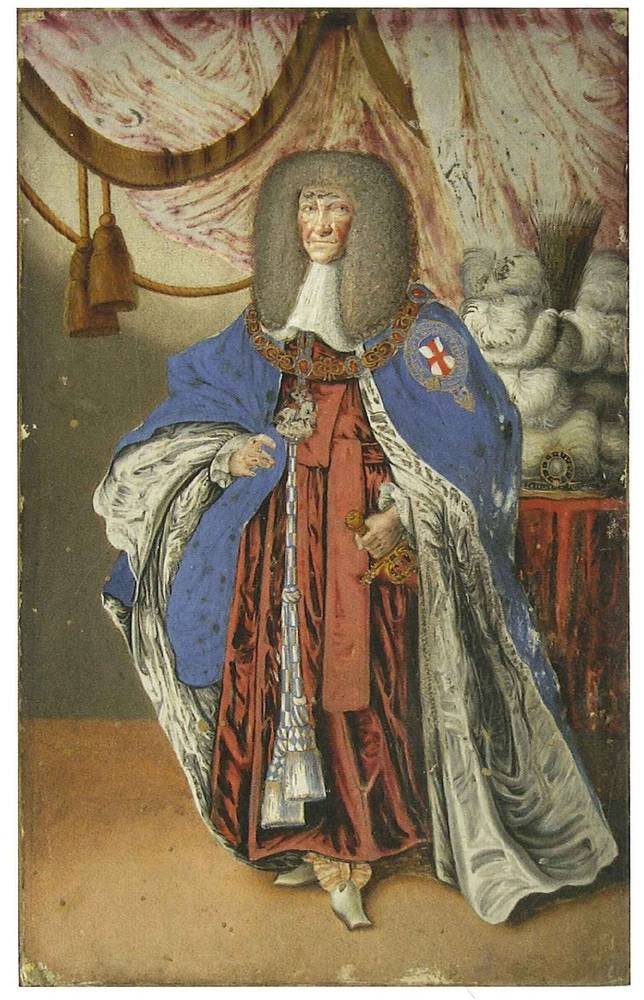
Johann Georg II. in der Ordenstracht des Hosenbandordens

Im Jahr 1669 kamen die englischen Abgesandten Sir Thomas Higgons und Thomas St. George nach Dresden und überbrachten im Namen ihres Königs den „Orden des blauen Hosenbandes“ und „überkleideten“ den sächsischen Kurfürsten Johann Georg II. damit am 13. April 1669 öffentlich und feierlich. Der Kurfürst ließ sich danach, so Tentzel, im „Ordens-Habit“ abmalen.

### Die Ordenseinführung und das Georgsfest
Den Taler (Schautaler) mit der römischen Jahreszahl MDCLXXI (1671) ließ Johann Georg II. zu Ehren des ihm vom König Karl II. von England 1669 verliehenen Hosenbandordens prägen. Anlässlich der feierlichen Ordenseinführung Johann Georgs II. in Windsor Castle im Mai 1671, bei dem er sich durch einen kursächsischen Abgesandten vertreten ließ, hielt der Kurfürst zum Georgsfest am 26. April 1671 in Dresden eine parallele Zeremonie in Anwesenheit des englischen Abgesandten Sir William Swan, als Vertreter Karls II. ab. Bei dieser Veranstaltung sowie bei der Einweihung des wiederhergestellten Schlosses Hartenfels in Torgau im Mai 1671 wurde der Taler unter die anwesenden Gäste verteilt.
Der bildgleiche Schautaler mit der Jahreszahl MDCLXXVIII (1678) wurde auf das mit großer Pracht am 23. April 1678 abgehaltene Georgsfest geprägt, an dem erneut der englische Abgesandte Sir William Swan teilnahm.
Weil sich die Münzen von 1671 und 1678 im Münzbild der Vorder- und Rückseite nicht unterscheiden, sind sie größtenteils unter der Bezeichnung „Taler auf die Verleihung des Hosenbandordens und auf das St. Georgenfest“ zu finden.

### Das wiederholte Georgsfest
Am 20. April 1678 wurde der von Hamburg ankommende „Königliche Englische Gesandte Wilhelm von Schwan trefflich zu Dreßden eingehohlet und“, so Tentzel, „den 23. April das Fest S. Georgens mit der grössesten Pracht und Herrligkeit celebriret; wobei unser Chur-Fürst im Ordens-Habit des blauen Hosen-Bandes erschien.“ Das Fest fand im „Königlich-bekleideten Riesen-Saal“ des Residenzschlosses statt und endete am 4. Mai, nach dem „der Abgesandte zu Moritzburg, Stolpen, Königstein und Sonnenstein herumgeführet“ und „wohl beschenckt nach Hamburg wieder abgefertiget worden“ ist. „Wer wollte zweifeln“, so Tentzel zum Taler von 1678, „daß der Chur-Fürst bey dieser Gelegenheit die mit S. Georgen und Französischer Schrifft bezeichnete […] Medaille wieder erneuern und nur das Jahr [in] 1678 ändern lassen [hat]?“
Gedenktaler wurden zu dieser Zeit mitunter als Medaillen bezeichnet. Die wiedererneuerte „Medaille“ ist der oben abgebildete Kuranttaler. Die Bezeichnung des Talers als Medaille ist teilweise noch gegenwärtig.
Das „Fest St. Georgens“ am 23. April 1678 in Dresden wird auch als das wiederholte Hosenbandordensfest bezeichnet.

## Münzbeschreibung
Der Taler auf die Verleihung des Hosenbandordens und auf das St. Georgenfest existiert sowohl als Speciesreichstaler von 1671 als auch als Kuranttaler von 1678.
Der als Speciesreichstaler geprägte Gedenktaler wurde im Wert zu 28 Groschen mit einem Rauhgewicht von 29,23 g ausgebracht. Der Kuranttaler hat dagegen nur einen Wert von 24 Groschen. Der sächsische Kuranttaler nach dem Zinnaer Münzvertrag ist eigentlich eine Rechnungsmünze, die als tatsächliche Münze nicht existiert, sondern die Abrechnung vereinfachen soll. Die oben abgebildete Münze, der Kuranttaler, wiegt 23,32 g. Die Münzen beider Jahrgänge haben einen Durchmesser von 49 mm und entsprechen einem sogenannten breiten Taler. Der nach dem Reichsmünzfuß geprägte Taler ist seltener als der Kuranttaler.
Die von Wilhelm Ernst Tentzel genannte Ausprägung in Gold von 1671 ist in Walther Haupts Sächsischer Münzkunde und andern Werken nicht vorhanden.
Die silbernen Taler von 1671 und 1678 wurden in der Münzstätte Dresden ohne Münzmeisterzeichen geprägt. Die sporadisch arbeitende Münzstätte Leipzig scheidet aus. Sie war von 1670 bis 1692 geschlossen.
Anmerkung: Nach dem Vertrag von Zinna hieß der Reichstaler im erhöhten Wert von 28 Groschen Speciesreichstaler oder Reichstaler in specie. Der Kuranttaler oder Taler courant im Wert zu 24 Groschen war die Haupteinheit der Währung und ein Rechnungsbegriff. Dennoch wurde er als Gedenktaler oder Schießprämien in einigen Fällen ausgeprägt. Obwohl er durch sein Gewicht als Kuranttaler erkennbar ist, wird er mitunter nicht von den Speciesreichstalern unterschieden. Zum Beispiel im Standard Catalog of German Coins, der sich u. a. auf Davenport bezieht, sind sowohl Reichstaler (1671) als auch Kuranttaler (1678) fälschlich als Medaillen und ohne Unterschied verzeichnet.

### Vorderseite
Die Vorderseite zeigt den Ritter St. Georg auf geharnischtem Ross, den Drachen mit der Lanze tötend.
- Umschrift auf Französisch: EN HONNEUR DU TRES NOBLE ORDRE DE LA JA(re)TIERE (Fortsetzung auf der Rückseite)

### Rückseite
Eine neunzeilige Inschrift innerhalb eines Lorbeerkranzes, die Umschrift fortsetzend: DU TRÉ(s) HAUT TRÉ(s) PUISSANT ET TRES EXCELLENT PRINCE CHARLES II PAR LA GRACE DE DIEUX ROI DE LA GRANDE BRETAG(ne) FRAN(ce) ET IRLANDE DEFENSEUR DE LA FOY MDXLXXI (MDCLXXVIII).
- Übersetzung (Vorderseite und Rückseite): Zu Ehren des Oberherrn des hochedlen Ordens vom Hosenband, des allerhöchsten, großmächtigsten und vortrefflichsten Fürsten Karl II., von Gottes Gnaden König von Großbritannien, Frankreich und Irland, Verteidiger des Glaubens 1671 (1678).[19]

Anmerkung: Karl II. aus dem Hause Stuart war König von England, Schottland und Irland. Seine Krönung erfolgte nach der Wiederherstellung der Königswürde am 29. Mai 1660. (Siehe dazu auch Cromwelltaler aus der kurzen Zeit der englischen Republik.) Der Titel „König von Frankreich“ auf der Rückseite des Schautalers ist auf den Anspruch König Eduards III. von England auf den französischen Thron zurückzuführen. Eduard III. stiftete 1348 den Hosenbandorden mit dem Ziel, den Adel zu einigen.